# Danse dans l'Égypte antique
 (novembre 2020).
Le contenu est difficilement compréhensible vu les erreurs de traduction, qui sont peut-être dues à l'utilisation d'un logiciel de traduction automatique.

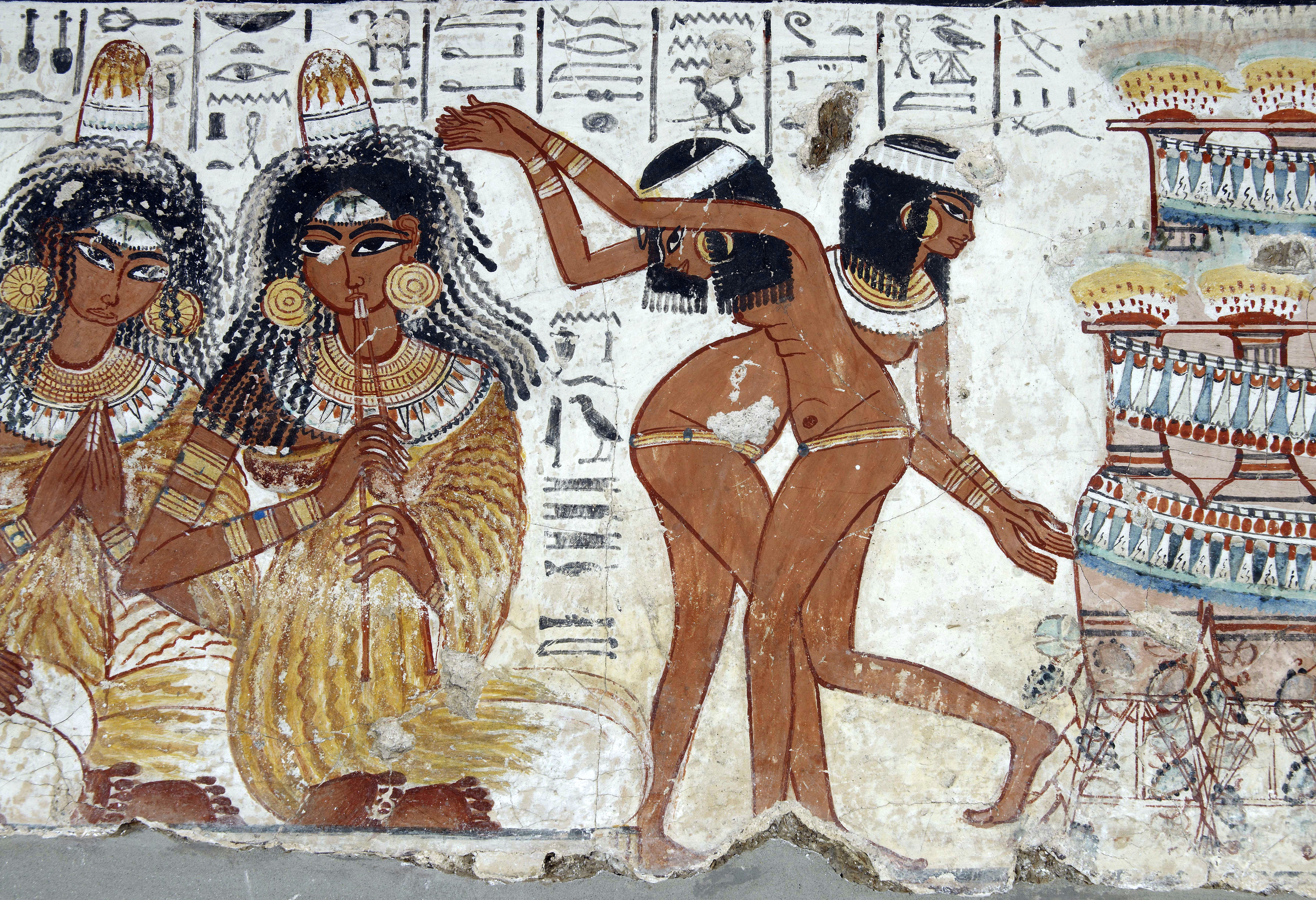
Danseuses nues dans un tableau de la tombe de Nebamon, v. 1350 avant notre ère, Nouvel Empire

La danse a joué un rôle vital dans la vie des anciens Égyptiens. Cependant, les hommes et les femmes ne sont jamais représentés dansant ensemble,. Le trf est une danse exécutée par deux hommes pendant l'Ancien Empire. Les groupes de danse se produisent lors de dîners et banquets, dans des maisons et même dans des temples. Certaines femmes de riches harems sont formées à la musique et à la danse. Elles dansent pour la royauté accompagnées de musiciens masculins jouant de la guitare, de la lyre et de la harpe. Cependant, aucun égyptien de la haute société ne danse en public : c'était le propre des classes inférieures. Les Égyptiens riches avaient des serviteurs pour animer leurs banquets et offrir une agréable divertissement à leurs propriétaires. 

## Histoire
Les plus anciennes représentations connues de la danse dans cette région se trouvent sur des sculptures rupestres de l'époque prédynastique, un voile de lin, une peinture murale, un modèle en argile et de la poterie en Haute-Égypte. Les premiers exemples de danseurs prédynastiques proviennent de la poterie de la culture badarienne du Ve millénaire avant notre ère et des cultures Naqada I et Naqada II du IVe millénaire. L'importance de la danse semble s'estomper avec le temps, les scènes de danse deviennent rares à la fin de la période Nagada. 
Les premières illustrations de la danse dans l'Égypte antique proprement dite proviennent de scènes de tombes de l'Ancien Empire d'artistes interprètes ou artistes associés à des funérailles. 
La chercheuse Irena Lexová est l'auteur de la première monographie entièrement consacrée à la danse égyptienne antique,. 

## Danseurs et danseuses
Des groupes professionnels de chanteurs (ḥsı͗t), de musiciens (ḥnı͗t ou ḥnwt) et de danseurs (ḥbw) se sont souvent produits lors d'importants festivals et services funéraires. Ces groupes étaient appelés dans l'Ancien et le Moyen Empire les ḫnr ou khener ce qui se traduit dans le contexte par « interprètes musicaux »,. Khener peut également être utilisé pour décrire une troupe de chanteurs et de danseurs organisée. Les érudits victoriens ont souvent confondu le terme khener avec un harem en raison d'une mauvaise compréhension des représentations et des différences culturelles. Les khener sont représentés comme des amuseurs pour les cérémonies religieuses, divertissant les rois décédés, mais ils peuvent ne pas être uniquement religieux. Les khener ont été utilisés dans les temples d'Hathor, Bat, Oupouaout et Horus. Certains étaient itinérants, voyageant pour offrir leurs services comme indiqué dans l'histoire de Rededjet (en). Les danseurs travaillent aussi en dehors des spectacles afin de subvenir à leurs besoins.  
Les principaux types d’ḫnr qui existaient sont ceux associés aux cultes et aux temples, au roi et aux domaines funéraires,. Le ḫnr semble avoir été dominé et dirigé par des femmes jusqu'aux derniers jours de l'Ancien Empire.  
Les danseurs et musiciens étrangers sont devenus plus représentés durant le Nouvel Empire. Les chercheurs reconnaissent les origines de ces danseurs par le costume, la coiffure et les noms dans les textes, entre autres attributs. Ils pouvaient apparemment rejoindre un ḫnr, mais leur participation a peut-être été limitée. Des scènes en reliefs du temple indiquent que certaines représentations cultuelles n'étaient réservées qu'aux élites égyptiennes.  

## Costumes et coiffures des anciens danseurs égyptiens

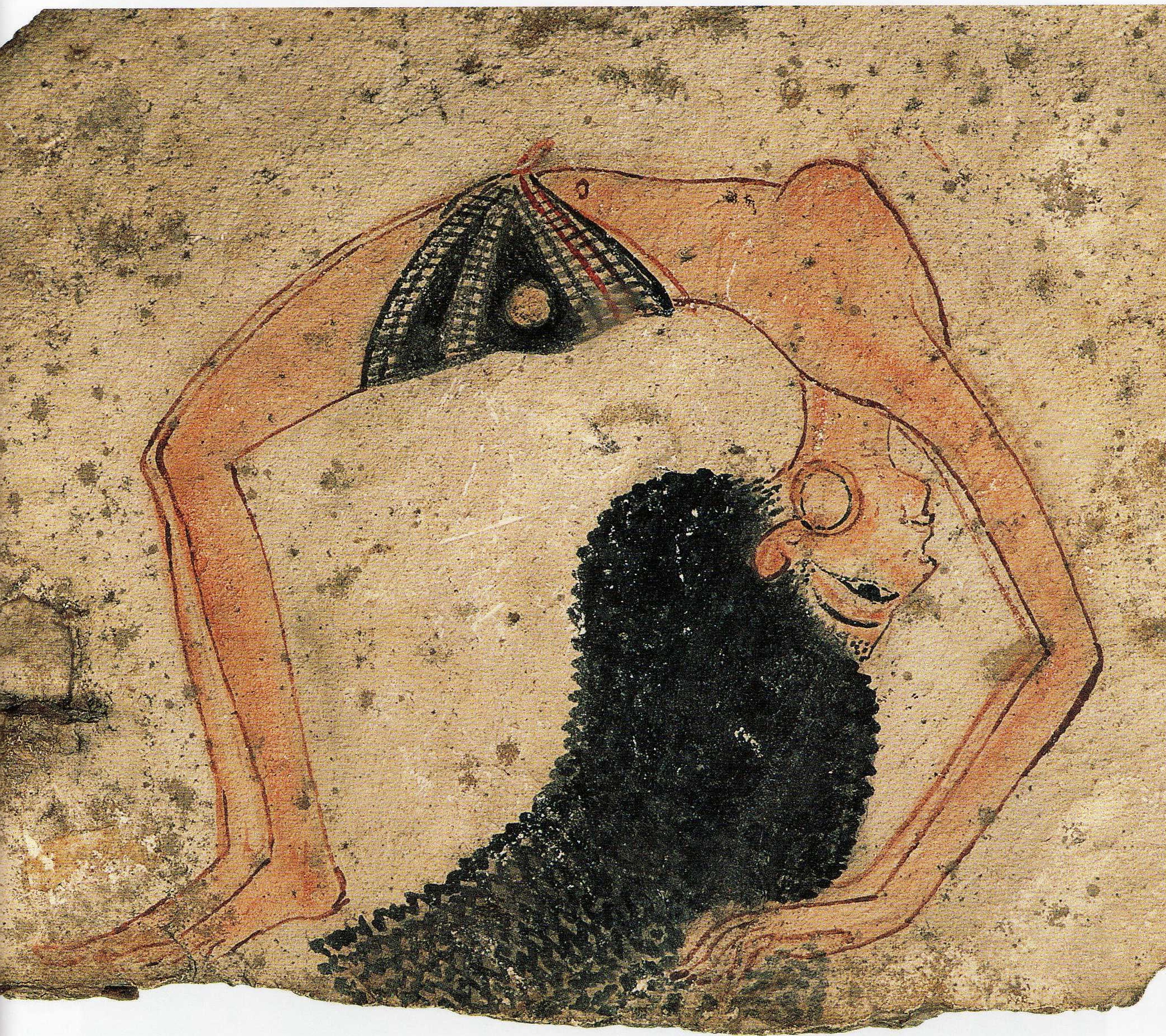
Danseuse aux seins nus effectuant une roulade arrière, ostracon, avant notre ère, Nouvel Empire.

Les danseuses portaient rarement l'ordinaire robe moulante - une gaine blanche à lanières commençant au buste et descendant jusqu'aux chevilles,. Une exception dans l'Ancien Empire était pour les danses funéraires. Les danseuses de l'Ancien Empire ne sont pas seulement représentées avec des robes, mais aussi avec le pagne de devant masculin complété d'une écharpe leur entourant les hanches, ou portant la « jupe d'homme ».  
Les danseuses du Moyen et du Nouvel Empire ne portaient jamais le chendjit, mais des pagnes de devant aux bords arrondis, sans foulard. Sous le Nouvel Empire, les danseuses adultes apparaissent plus légèrement vêtues, ne portant souvent qu'une ceinture ou un foulard sur les hanches, parfois avec une robe transparente laissant voir leur corps. Elles portaient également des variations de vêtements ordinaires, d'étroites capes longues transparentes couvrant les mollets. Ces robes laissaient souvent le sein droit exposé. 
Elles sont parées de bracelets et de rubans ou de guirlandes sur la tête,. Celles de l'Ancien Empire portaient des rubans autour de leur poitrine. Les danseuses du Nouvel Empire portaient des colliers, des boucles d'oreilles et des cônes faits de graisse semi-solide parfumée ou de cire d'abeille, utilisés pour donner un parfum agréable pendant qu'elles dansaient. Leurs yeux étaient fortement soulignés de khôl. 
Durant l'Ancien et le Nouvel Empire, la chevelure des femmes était typiquement « coupée uniformément et peignée en douceur, divisée en deux tresses plus fines suspendues des épaules jusqu'à la poitrine et une large tresse couvrant la partie supérieure du dos ». Les danseuses qui n'avaient pas de cheveux longs recouraient à des perruques coiffées de la même manière.  
Les danseuses sont également représentées avec un symbole tatoué ou peint sur leur cuisse de Bès, un dieu de la fertilité et de l'accouchement associé à la musique et à la danse,. On ne sait pas si cette décoration était propre aux danseuses ou si elle était portée par les autres femmes. 
Les danseurs masculins avaient les cheveux courts et portaient généralement la tenue vestimentaire standard des hommes, la jupe ou chendjit. Durant l'Ancien et le Nouvel Empire, ils portaient également un pagne de devant aux bords arrondis. 
Parmi les ornements que les danseurs masculins portaient, il y avait des colliers tandis que les plus jeunes garçons portaient des bracelets aux pieds. 
Lexova a également ajouté que les danseurs de cette époque utilisaient un bâton ou une canne courte et courbée lors de la danse, accessoire encore utilisé par les danseurs égyptiens modernes[réf. nécessaire].  

## Instruments de musique
Avant le Nouvel Empire, les danseurs étaient principalement accompagnés d'instrument de percussion. Par la suite, les interprètes ont pu danser sur un plus large éventail de musique avec l'introduction d'instruments à cordes comme le luth et la lyre. 
Les anciens Égyptiens utilisaient une vaste gamme d'instruments de musique tels que des sistres, des harpes, des tambours, des flûtes, des cymbales, des battants et des tambourins qui jouaient un rôle de premier plan dans les compositions mélodiques des anciens compositeurs et musiciens égyptiens. Il était rare de trouver des joueurs d'instruments à vent ou à cordes proches des danseurs dans la même scène. Cependant, il a été noté que chaque fois que des musiciens sont représentés, les danseurs ne sont généralement pas loin. 

## Types de danse
Lexová a établi des classifications pour les différentes danses de la période : la danse purement gestuelle, la danse gymnastique, la danse imitative, la danse en couple, la danse de groupe, la danse de guerre, la danse dramatique, la danse lyrique, la danse grotesque, la danse funéraire et la danse religieuse. 
La danseuse et interprète Elizabeth « Artemis » Mourat a également classé les danses en six types : danses religieuses, danses non religieuses, danses de banquet, danses de harem, danses de combat et danses de rue. 

### Danses en solo, en couple et en groupe

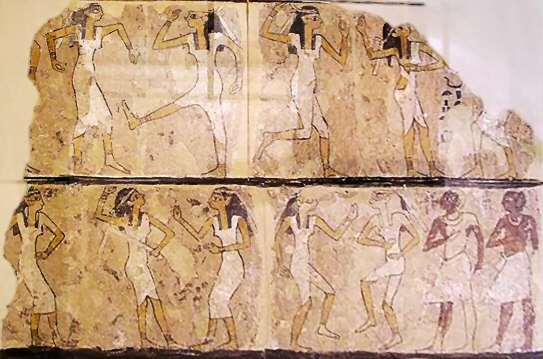
Tombeau des danseurs, peinture murale,, Thèbes, Deuxième Période intermédiaire.

Les danseurs égyptiens antiques ont dansé en solo, en binôme ou en groupe, selon l'occasion et le type de danse exécutée. Les danses individuelles ou en solo comprenaient des performances du roi ou des prêtres désignés comme ses représentants. Le roi exécutait la danse du soleil et lui ou son adjoint dansaient au festival des récoltes en l'honneur de Min de Coptos, un dieu de la fertilité,,. 

#### Danse à deux
En danse à deux, deux personnes du même sexe se produisaient ensemble,. Cette forme de danse a été établie lors de la VIe dynastie. Une image de cette époque représentait des danseuses en couple avec des cannes. Les danseuses de la Ve dynastie se tiennent la main tout en se produisant à l'unisson. Les danses utilisaient des mouvements symétriques et dramatiques et transmettaient des émotions telles que la nostalgie ou la dépression. 

#### Danses de groupe
Il y avait deux types de danses de groupe égyptiennes. L'une était effectuée par des mouvements individuels qui matérialisaient un thème ou une idée, ou réalisée spontanément comme à l'époque préhistorique. Les danseurs étaient en compétition les uns avec les autres, souvent en groupe, utilisant un mouvement qui a été plus tard établi dans les rites de danses funéraires. Un deuxième type comprenait des paires ou des rangées de danseurs qui exécutaient des mouvements répétitifs en cercle. Les banquets et les festivals comprenaient souvent des spectacles de danseurs formés. 

### Danses funéraires

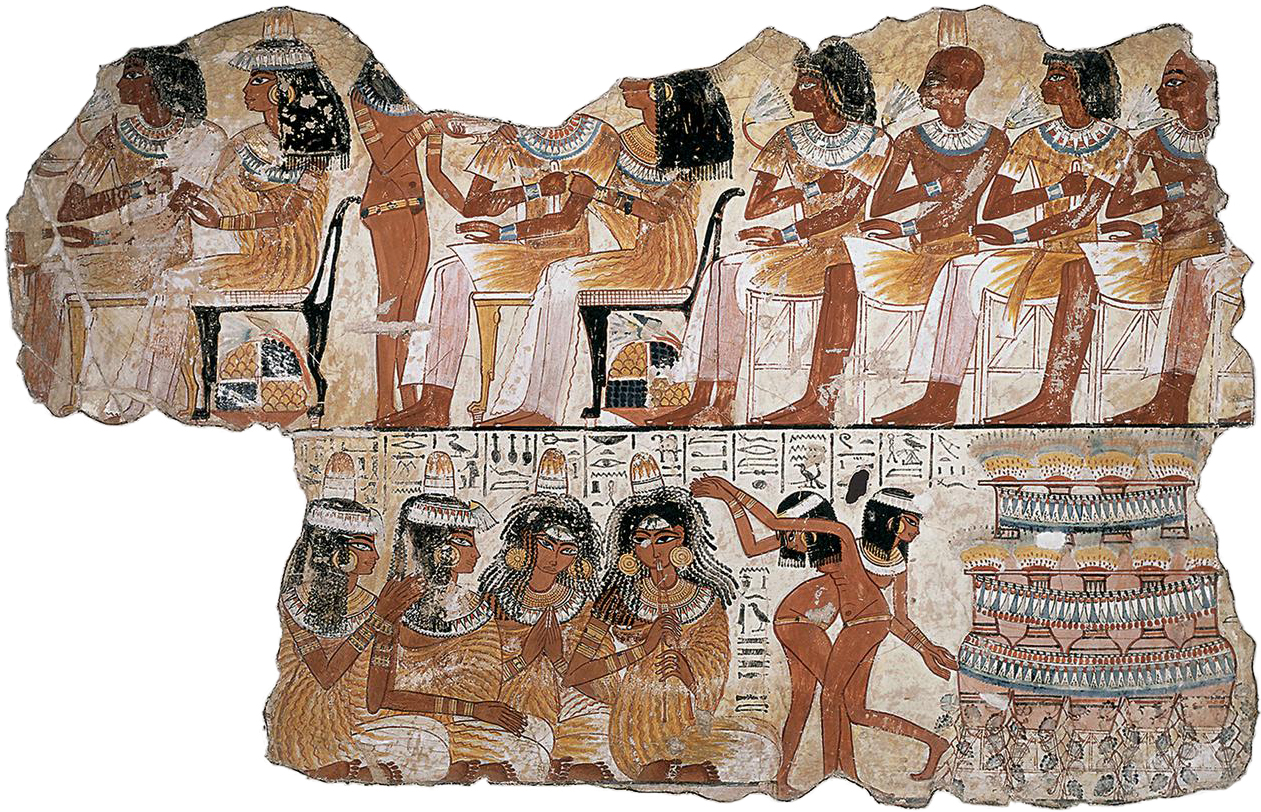
Un fragment des fresques sur le mur de la chapelle funéraire de Nebamon, représentant des invités, des domestiques, des musiciens et des danseurs lors d'un banquet funéraire.

Les danses associées aux funérailles comprenaient des rituels, des postures et des gestes et des danses profanes. 
Les interprètes de l'Ancien Empire comprenaient un groupe spécialisé de danseuses appelées « la maison d'acacia ». Les danses de la maison d'acacia suivaient la momification et visaient à apaiser la déesse Sekhmet et à rajeunir et pleurer les morts. Les danseurs khener sont souvent représentés en train de divertir le défunt rajeuni pendant qu'il mange à la table d'offrandes. 
Les femmes des scènes de banquet jouant de la musique et dansant pour le défunt et sa famille, en particulier dans les tombes du Nouvel Empire, n'étaient pas toutes professionnelles et incluaient parfois des relations familiales étroites. Les scènes reflétaient ce que l'on espérait rejouer dans l'au-delà. 
Pendant les périodes du Moyen et du Nouvel Empire, une danse funéraire séparée a été pratiquée dédiée à Hathor dans le rôle de la déesse comme guide pour les morts dans l'au-delà. Elle impliquait des sauts ou des sautillements et était accompagnée d'une prière chantée ou parlée au son des percussions, y compris le battement des mains et des bâtons. 
Une autre troupe spécialisée de danseurs sacrés, les danseurs mww, existait à travers le royaume. Ils se sont produits à divers moments des funérailles, portant des kilts et des couronnes de roseau tissé ou de fibre de palmier, ce qui symbolisait leur rôle de passeurs,. Les couronnes elles-mêmes étaient en forme de cône et ressemblaient à la couronne blanche du roi de Haute-Égypte. À travers leur danse, ils accompagnaient symboliquement le défunt vers le monde souterrain. Un chercheur constate que les danses faites par les danseurs sacrés à la porte de la tombe dans le conte de Sinouhé sont nommées « Danse des fatigués ». Le titre faisait référence aux ancêtres du défunt. 

#### Nains et pygmées
Les nains et les pygmées étaient connus de l'Ancien Empire et étaient appréciés pour leur rareté. Ils ont été embauchés comme danseurs pour des occasions spéciales. Les danses qu'ils ont exécutées étaient des performances d'adieu associées au départ du soleil. Les nains ont été utilisés car ils étaient censés représenter le soleil en raison de leur retard de croissance[réf. nécessaire]. Il y a des indications que les nains dansants ont remplacé les danseurs mww à l'entrée du tombeau durant la XXe dynastie,. Lexová note une image des danseurs nains portant des couronnes similaires. 
Après le changement de décoration des tombes du Nouvel Empire, les danses funéraires n'étaient plus représentées sur les murs des tombes, mais plutôt trouvées dans les temples. Les scènes de danse représentées dans les temples reflètent les cérémonies royales et divines. Toutes les scènes de danse avaient un trait commun qui était la procession solennelle des aboiements sacrés portant un dieu[réf. nécessaire].   

### Danses festives
La danse avait lieu lors de différents festivals, dont notamment : [réf. nécessaire]
- Les danses de la Fête-Sed ont lieu lors des cérémonies du jubilé qui célébraient l'engagement de renouvellement envers le roi. Ces danses variaient en fonction de la signification religieuse et du reflet de la mythologie locale du Dieu auquel elles étaient destinées.
- La Belle fête de la vallée à Thèbes célèbre le voyage du dieu Amon depuis le temple de Karnak pour visiter les tombes de la rive ouest en passant par le sanctuaire d'Hathor. Alors que le cortège se déplaçait d'un endroit à un autre, les familles se réjouissaient et dansaient.
- La fête d'Opet : un autre événement associait la visite du dieu Amon à sa femme, la déesse Mout du temple de Karnak au temple de Louxor. Cette procession a été marquée par des groupes de femmes faisant des danses acrobatiques avec des danseurs sombres, probablement des Nubiens qui ont sauté et fusionné avec les tambours.
- Fête de Min (dieu de la fertilité et de la régénération) : les danseurs de cette fête étaient membres de son culte. Des dessins représentant cette fête montraient des prêtres et des singes dansant. Ces dessins auraient pu avoir une signification symbolique plutôt qu'une représentation réelle de la réalité.
- Fête du Nil (la célébration du Nouvel An) : La danse jouait un rôle vital dans cette fête car elle aidait à transformer la dangereuse Sekhmet en douce Hathor, protégeant ainsi l'ancienne terre des démons maléfiques et mortels de Sekhmet. Ces danses comprenaient toutes les formes de mouvement possibles, y compris les acrobates et les danses étrangères exotiques.